# Zapoteca scutellifera
Zapoteca scutellifera là một loài thực vật có hoa trong họ Đậu. Loài này được (Benth.) H.M.Hern. miêu tả khoa học đầu tiên.